# Var det bra så?
Var det bra så? är Lena Anderssons debutroman, utgiven 1999 på Natur & Kultur.

## Handling
Romanen handlar om Lottas uppväxt i den fiktiva förorten Stensby nordväst om Stockholm under de expansiva 70- och 80-talen.

## Om boken
Romanen, som har vissa likheter med Anderssons uppväxt i Tensta, behandlar flera tabubelagda ämnen som rasism bland invandrargrupper och problem i förorten. Anderson var arg på diskursen vilken hon ansåg exotiserade och idealiserade förorterna och att det stod i kontrast med verkligheten. Hon ville problematisera vad hon uppfattade som att applicera en postkolonial skala på förorten.
Boken (även den version som senare kom att ges ut) blev refuserad flera gånger innan den slutligen publicerades. Andersson har kommenterat att hon trodde att boken inte hade kunnat ges ut om den inte hade haft ett tydligt vänsterperspektiv på klass.
Boken blev en framgång som samhällsinlaga och efter dess utgivning var Andersson ute och pratade om den i flera år. Generellt var främst Socialdemokrater intresserade. Andersson trodde att det berodde på att de fick bekräftat att problemen i boken kunde förklaras med ett klassperspektiv istället för ett etniskt perspektiv.

## Fotnoter